# 삼문동
삼문동(三門洞)은 대한민국 경상남도 밀양시의 동이다. 면적은 2.93 km2이고, 인구는 2019년 4월을 기준으로 6,995세대 21856명이다.

## 개요
삼문동은 사방이 강으로 둘러싸인 사질토의 삼각지로 형성되어 있으며, 밀양강의 4.8km 제방으로 둘러싸여 있을 뿐만 아니라, 시의 중심부에 위치하고 있다. 대단위 아파트 밀집 지역으로 쾌적하고 아름다운 전형적인 주거지역으로 발전하고 있으며, 시내를 관통하는 국도 제25호선이 남북으로 관통하여 교통 요충지 역할을 하고 있다.

## 행정 구역
- 삼문동

## 교육
- 미리벌초등학교
- 밀양초등학교
- 밀양여자중학교
- 밀양중학교

## 주거
| 단지명             | 건설사     | 시행사                    | 주소               | 입주        | 비고     |
| ------------------ | ---------- | ------------------------- | ------------------ | ----------- | -------- |
| 밀양삼문 코아루    | ㈜한솔건설 | 한국토지신탁              |                    | 2006년 7월  |          |
| 밀양삼문 휴먼시아  | 국제건설㈜ | 대한주택공사              | 미리벌중앙로 35    | 2009년 10월 | 국민임대 |
| 밀양 유성대우      | 대우건설   | ㈜유성                    | 중앙로 234-17      | 1999년 9월  |          |
| 밀양삼문 푸르지오  | 대우건설   | ㈜동성디엔씨              | 미리벌중앙로3길 47 | 2007년 2월  |          |
| e편한세상 밀양삼문 | 고려개발   | 국제자산신탁㈜ ㈜금호주택 | 미리벌중앙로 10    | 2018년 4월  |          |